# École normale supérieure de Cachan
A École normale supérieure de Cachan (também conhecida como ENS Cachan ou École normale supérieure de Paris-Saclay) é uma grande école francesa, cujo campus principal está situado na comuna de Cachan. É vinculada diretamente ao Ministério do Ensino Superior e da Pesquisa da França.
Suas origens remontam a 1912.

## Ex-alunos notáveis
- Alain Aspect, físico francês
- Franz-Josef Ulm, engenheiro alemão.

## Professor
- Pierre Ladevèze, engenheiro francês
- Yves Meyer, matemático francês.